# Előre (film, 2020)
Az Előre (eredeti cím: Onward) 2020-ban bemutatott amerikai 3D-s számítógépes animációs kaland és fantasy-film, amelyet Dan Scanlon rendezett, aki korábban a Szörny Egyetem című film rendezője is volt. A forgatókönyvet Scanlon eredeti ötlete alapján ő maga és C. S. Anderson írta. A film zeneszerzői Mychael Danna és Jeff Danna, a producere Kori Rae. A film gyártója a Pixar Animation Studios és a Walt Disney Pictures, forgalmazója a Walt Disney Studios Motion Pictures. A 22. egész estés Pixar film.
Az Egyesült Államokban 2020. március 6-án, Magyarországon 2020. március 5-én mutatták be a mozikban.
A film két főszereplőjének hangjait Tom Holland és Chris Pratt, a Marvel-moziuniverzum meghatározó szereplői szolgáltatják, további szerepekben olyan színészek hallhatók, mint Julia Louis-Dreyfus és Octavia Spencer.
Annak ellenére, hogy a szakmai vélemény kimagaslóan pozitív véleménnyel volt róla, a film anyagi bukás volt a 2020-as koronavírus-járvány miatt bevezetett mozikorlátozások következtében. Alig váltottak rá jegyet az emberek, világszerte mindössze 103 millió dollárt termelt, amivel még a gyártási költséget sem tudta fedezni. Rövid két hét után levették a moziműsorról.

## Cselekmény
A film egy olyan világban játszódik, amit mitikus lények népesítenek be. A világuk hajdanán tele volt csodával, kalanddal és varázslattal. A varázslatot azonban nem volt könnyű elsajátítani, így idővel a technikai vívmányok, melyek sokkal egyszerűbbnek bizonyultak, kiszorították. Évszázadok múlva a varázslat használata teljesen feledésbe merült, és ma már egy modern, 21. századi civilizációban élnek, felhőkarcolók, autók és okostelefonok használatával.
A történet főszereplője két tinédzser korú elf, Ian és Barley Lightfoot. Mindketten megözvegyült édesanyjukkal Laurel-lel, és annak új kentaur-párjával, Bronco járőrrel élnek, akit a fiúk nem igazán akarnak elfogadni. Az apjuk, Wilden Lightfoot meghalt, amikor Ian még meg sem született, Barley pedig csak két éves volt. Kettejük közül Ian a szociálisan kirekesztett, de jóindulatú stréber, míg Barley egy örökmozgó, néha kicsit bumfordi történelem-fanatikus, aki hajdani mesés időkről álmodozik, amikor még létezett varázslat. Ian a tinédzserek örökös problémájaként éli meg, hogy nem találja a helyét a világban, és szeretné, ha az édesapja vele lehetne, hogy utat mutasson neki.
Amikor elérkezik a tizenhatodik születésnapja, Laurel átad neki és Barley-nak egy közös ajándékot: egy csomagot a néhai apjuktól, ami tartalmaz egy öreg botot, egy fényes követ, és egy levelet. Ebben az apjuk elmagyarázza nekik, hogy miután megbetegedett, minden idejét annak szentelte, hogy találjon valami megoldást arra, hogy még egyszer lássa a fiait, és sikerült is találnia egy ősi varázsigét, ami ezt megadhatja neki. A varázsbot és a varázskő segítségével a fiúk képesek lesznek őt visszahozni egy teljes napra az élők sorába. Ian-nek sikerül alkalmaznia a varázsigét, de kellő gyakorlat hiányában az apjukat csak a lábától a derekáig tudja visszahozni. A művelet során ráadásul a varázskő is eltörik. Barley szerint kalandos utazásra kell indulniuk, hogy találjanak egy újat. Mindössze 24 órájuk van rá, mert a varázslat csak egyszer használható, s ha napnyugtáig nem járnak sikerrel, soha többé nem láthatják őt.
Az utazás a Mantikór fogadójában kezdődik, aki egy legendás kalandor volt régen, ma már azonban csak egy gyorséttermet vezet. Ian és Barley látogatása azonban ráébreszti, hogy az élete nem úgy alakult, ahogy szerette volna, s dühében véletlenül leégeti a fogadóját. A káosz hevében Barley-nak sikerül megszereznie a térképet, ami elvezet a mágikus Főnix-kőhöz a Hollócsőr-hegyen. Barley imádott, rozzant furgonján, Guinevere-rel nekivágnak az útnak. Laurel közben felfedezi az eltűnésüket, és mikor ellátogat Corey fogadójához, ő elmondja neki, hogy elfelejtett szólni a fiúknak a Főnix-követ védelmező átokról, ami hihetetlenül veszélyes. Az átkot egyedül csak az ő elvarázsolt kardjával lehet megtörni, így Laurel-lel közösen elindulnak, hogy visszaszerezzék azt egy zálogházból.
A fiúk nagy utat járnak be a Hollócsőr-hegyig, mely során Ian megpróbál gyakorlatot szerezni a varázslásban Barley instrukciói alapján. A hegy mellett felfedezik, hogy a Hollócsőr valójában holló formájú szobrokat jelent, amiknek a csőre mindig abba az irányba mutat, amit követniük kell. Csakhogy megérkezik Bronco és emberei, akik Laurel kérésére jöttek, hogy hazavigyék a fiúkat. Barley feláldozza Guinevere-t, hogy egy kisebb sziklaomlást idézzen elő, így a rendőrök nem tudják utolérni őket.
A szobrok útmutatását követve a fiúk elérnek egy barlangba, melynek mélyén egy csapdákkal teli ösvény van, ami Barley szerint az utolsó próbatétel lehet a kő megszerzésében. Sikeresen túljutnak rajta, csakhogy mikor kiérnek az ösvényről, legnagyobb meglepetésükre, ott találják magukat, ahonnan elindultak, Ian középiskolájánál. Úgy gondolják, a szobrok helyett mégiscsak a hegyre vezető utat kellett volna követniük. Ian a kudarcért Barleyt hibáztatja, és dühösen távozik az apja lábaival, hogy a nap hátralévő részét még vele töltse. Barley azonban nem akarja feladni, és tovább keresi a kő lelőhelyét, egymaga.
A napnyugta közeledtével Ian azon kesereg, mennyi mindent szeretett volna közösen csinálni az apjával, amire már soha nem lesz lehetősége. De, ahogy ezeket sorra veszi, rájön, hogy tulajdonképpen mindent megvalósított Barley segítségével. Ráébred, hogy a testvére egész életében olyan volt neki, mint egy apafigura, így hát visszatér hozzá, hogy kibéküljenek. Barley közben felfedezi, hogy a kő valójában az iskola előtt lévő szökőkút belsejében van elrejtve. Amint azonban hozzáér, működésbe lép az átok, és az iskola különböző felszereléseiből egy gigantikus méretű sárkány formálódik, ami elvetemülten vissza akarja szerezni tőlük a követ. Ekkor érkezik meg Corey és Laurel az elvarázsolt karddal, s harcba szállnak a sárkánnyal, mindez elegendő időt ad a fiúknak, hogy újra elmondják a visszahozó-varázsigét. Látva azonban, hogy a sárkány túl erősnek bizonyul, Ian úgy dönt, visszamegy, hogy varázslatokkal feltartóztassa, ám ezzel lemond az apjával való találkozásról. A sárkány ellen elmondja az egyik legbonyolultabb villám-varázsigét, ami korábban sose ment neki, és ezzel lefegyverzi őt annyira, hogy anyja beledöfje a kardot, és megsemmisítse. Ekkor Ian még látja, ahogy az apja megjelenik és Barley néhány perc erejéig beszélhet vele, de aztán a nap lenyugszik, és Wilden eltűnik. Barley elmeséli, hogy ebben a néhány percben beszéltek arról, milyen klassz a varázslat, milyen volt a napjuk, és Wilden elmondta, mennyire büszke mindkettőjükre. Amikor Barley megkérdezi Iant, miért adta fel az esélyt, hogy megismerje az apjukat, Ian azt feleli, mert neki már van valaki, aki apaként törődik vele, Barley-nak viszont sose volt, és szerette volna megosztani vele ezt az érzést.
Ian újult önbizalommal tér vissza az újjáépített iskolába, Barley-t pedig megajándékozza egy vadonatúj furgonnal, amit elneveznek Guinevere 2-nek. A fiúk végre Broncót is befogadják a családjukba. Barley hajdani idők utáni vágyakozása másokat is arra inspirál, hogy többet tudjanak meg a varázslásról és a kalandokról. Corey ennek fényében újjáépíti a fogadóját egy sokkal misztikusabb stílusban, Laurel-lel pedig gyakran találkoznak, miután kifejezetten jó barátok lettek. Ian továbbra is gyakorol varázslatokat Barley segítségével, és a két testvér közös kalandokra indul, hogy minél több varázslatot fedezzenek fel a világban…

## Szereplők
| Ian Lightfoot       | Tom Holland                                                                   | Baráth István   |
| Ian Lightfoot       | A fiatalabbik Lightfoot-testvér, egy önbizalomhiányos, ám jóravaló tinédzser. |                 |
| Barley Lightfoot    | Chris Pratt                                                                   | Bodrogi Attila  |
| Barley Lightfoot    | Az idősebbik Lightfoot-testvér, harsány, csetlő-botló, ám bátor tinédzser.    |                 |
| Laurel Lightfoot    | Julia Louis-Dreyfus                                                           | Zsigmond Tamara |
| Laurel Lightfoot    | Ian és Barley édesanyja, Wilden Lightfoot özvegye, Bronco járőr párja.        |                 |
| Corey, a Mantikór   | Octavia Spencer                                                               | Kocsis Mariann  |
| Corey, a Mantikór   | Legendás Mantikór, aki valaha híres kalandor volt.                            |                 |
| Colt Bronco         | Mel Rodriguez                                                                 | Csankó Zoltán   |
| Colt Bronco         | Egy kentaur-rendőrtiszt, Laurel élettársa, a fiúk mostohaapja.                |                 |
| Wilden Lightfoot    | Kyle Bornheimer                                                               | Fekete Ernő     |
| Wilden Lightfoot    | Laurel néhai férje, Ian és Barley édesapja.                                   |                 |
| Gore rendőrtiszt    | Ali Wong                                                                      | Csifó Dorina    |
| Gore rendőrtiszt    | Egy faun-rendőrtiszt, Colt Bronco kollégája.                                  |                 |
| Specter rendőrtiszt | Lena Waithe                                                                   | Pálmai Anna     |
| Specter rendőrtiszt | Egy küklopsz-rendőrtiszt, Colt Bronco kollégája.                              |                 |
| Gaxton              | Wilmer Valderrama                                                             | Barát Attila    |
| Gaxton              | Egy elf, aki Wilden Lightfoot egyetemi csoporttársa volt.                     |                 |
| Grecklin            | Tracey Ullman                                                                 | Bertalan Ágnes  |
| Grecklin            | Egy zöld gremlin, aki egy zálogházat vezet, amiben Corey kardját őrzik.       |                 |
| Avel rendőrtiszt    | George Psarras                                                                | Varga Rókus     |
| Avel rendőrtiszt    | Egy küklopsz-rendőrtiszt, Colt Bronco kollégája.                              |                 |
| Harmat              | Grey DeLisle                                                                  | Solecki Janka   |
| Harmat              | Egy motoros tündér, akivel Ian és Barley összeakasztják a bajszukat.          |                 |

- További magyar hangok: Bálint Adrienn, Bogdán Gergő, Boldog Emese, Borbély Levente, Czető Roland, Csuha Borbála, Égner Milán, Erdős Borcsa, Faluvégi Fanni, Foki Veronika, Galbenisz Tomasz, Galiotti Barbara, Gáll Dávid, Halász Aranka, Kereki Anna, Kiss Virág, Kokas Piroska, Laudon Andrea, Márta Éva, Maszlag Bálint, Mentes Júlia, Miller Dávid, Moser Károly, Németh Attila, Oroszi Tamás, Pekár Adrienn, Petridisz Hrisztosz, Posta Viktor, Rádai Boglárka, Sági Tímea, Sánta László, Simonyi Réka, Sörös Miklós, Szabó Andor, Szatory Dávid, Szokol Péter, Szrna Krisztián, Tárnok Csaba, Tokaji Csaba, Tóth Angelika, Vámos Mónika, Vas Virág

## Fogadtatás
A Rotten Tomatoes-on a film 332 értékelés alapján 88%-os tetszést aratott, 7,20/10-es átlagértékeléssel. A weboldal kritikusainak konszenzusa így szól: Lehet, hogy szenved a Pixar klasszikusaihoz képest, de az Előre hatékonyan használja a stúdió formuláját – és megállja a helyét saját érdemei alapján, mint vicces, szívmelengető, káprázatosan animált kaland.  A Metacriticen a film 56 kritikus alapján 100-ból 61 súlyozott átlagpontszámot kapott, ami „általában kedvező kritikákat” jelez. A CinemaScore által megkérdezett közönség átlagosan „A–” osztályzatot adott a filmnek egy A+-tól F-ig terjedő skálán (holtversenyben a Verdák 2.-vel a Pixar-filmek által kapott legalacsonyabb pontszámért), és a PostTrak szerint a filmnézők 4 pontot adtak neki.
Peter Bradshaw a The Guardian-tól ötből három csillaggal értékelte a filmet, és szerethető családi vígjátéknak nevezte, amely erőfeszítés nélkül találja meg a könnyed ritmust, bár úgy érezte, hogy a film halálhoz való hozzáállása nem olyan radikálisan erős, mint a Coco. A Rolling Stone-tól Peter Travers egy ugyanilyen csillagos kritikájában azt írta: Ez nem egy Toy Story – de az animációs óriás legújabb filmje, amely két elf testvérről szól, akik küldetésen vannak, még mindig megéri a figyelmet. James Berardinelli kritikus dicsérte a film eredetiségét és érzelmi súlyát, magával ragadónak és élvezetesnek nevezte, hozzátéve, hogy itt mindenkinek van valami, bár arra a következtetésre jutott, hogy nem ez a következő Disney/Pixar-klasszikus. Ben Travis a Empire magazin munkatársa öt csillagot adott a filmnek az ötből, és azt írta: A Pixar egy nagy, erőteljes, szívdobogtató, rezonáló és pozitívan harmonikus filmmel tér vissza.
Richard Roeper a Chicago Sun-Timestól a Pixar visszalépésének nevezte az Onwardot, és a négyből két csillagot adott neki. Azt mondta: A történet ingadozik az ötlettelen és az egyszerűen csak furcsa között, majd még furcsább lesz. Bár dicsérte az animációt, és azt mondta, hogy a film egy érdekes feltevéssel indul, arra a következtetésre jutott, hogy közel sem közelíti meg a lehetőségek teljes kibontakoztatását.